# Football League 2 2012-2013 (Grecia)
La Football League 2 2012-2013 è la 38ª edizione del campionato greco di calcio di terzo livello ed è il terzo campionato con la denominazione Football League 2.

## Gruppo 1 (Sud)

### Squadre partecipanti
| Squadra          | Città      |
| ---------------- | ---------- |
| Acharnaïkos      | Acharnes   |
| Asteras Magoulas | Magoula    |
| AO Chania        | La Canea   |
| Episkopī         | Rethymno   |
| Ethnikos Asteras | Kaisarianī |
| Fostiras         | Tavros     |
| Glyfada          | Glifada    |
| Kalamata         | Calamata   |
| Korinthos        | Corinto    |
| Panaigialeios    | Egio       |
| Panīleiakos      | Pyrgos     |
| Proodeftikī      | Korydallos |
| Rouvas           | Rouvas     |

### Classifica
|  | Pos. | Squadra          | Pt | G  | V  | N  | P  | GF | GS | DR  |
|  | ---- | ---------------- | -- | -- | -- | -- | -- | -- | -- | --- |
|  | 1.   | Fostiras         | 43 | 24 | 12 | 7  | 5  | 28 | 13 | +15 |
|  | 2.   | Panaigialeios    | 42 | 24 | 12 | 6  | 6  | 37 | 21 | +16 |
|  | 3.   | Acharnaïkos      | 41 | 24 | 12 | 5  | 7  | 34 | 21 | +13 |
|  | 4.   | Episkopī         | 39 | 24 | 11 | 6  | 7  | 36 | 26 | +10 |
|  | 5.   | Asteras Magoulas | 39 | 24 | 11 | 6  | 7  | 32 | 26 | +6  |
|  | 6.   | AO Chania        | 38 | 24 | 11 | 5  | 8  | 31 | 24 | +7  |
|  | 7.   | Panīleiakos      | 34 | 24 | 8  | 10 | 6  | 30 | 24 | +6  |
|  | 8.   | Glyfada          | 34 | 24 | 8  | 10 | 6  | 33 | 33 | 0   |
|  | 9.   | Proodeftikī      | 34 | 24 | 10 | 6  | 8  | 34 | 26 | +8  |
|  | 10.  | Rouvas           | 30 | 24 | 8  | 6  | 10 | 27 | 27 | 0   |
|  | 11.  | Korinthos        | 26 | 24 | 5  | 11 | 8  | 24 | 28 | -4  |
|  | 12.  | Kalamata         | 23 | 24 | 5  | 8  | 11 | 18 | 23 | -5  |
|  | 13.  | Ethnikos Asteras | -2 | 24 | 0  | 0  | 24 | 0  | 72 | -72 |

Legenda:

      Ammesse in Football League 2013-2014

## Gruppo 2 (Nord)

### Squadre partecipanti
| Squadra               | Città                      |
| --------------------- | -------------------------- |
| Anagennīsī Karditsa   | Karditsa                   |
| Apollōn Kalamarias    | Kalamaria                  |
| Doxa Kranoula         | Kranoula fraz. di Giannina |
| Aiginiakos            | Eginio                     |
| Ethnikos Sidirokastro | Sidirokastro               |
| Ikonomos Tsaritsani   | Tsaritsani                 |
| Kassiopi              | Kassiopi                   |
| Odysseas Kordelio     | Eleftherio-Kordelio        |
| Tīlykratīs            | Leucade                    |
| Tyrnavos              | Tyrnavos                   |
| Vataniakos            | Katerini                   |
| Zakynthos             | Zante                      |

### Classifica
|  | Pos. | Squadra               | Pt | G  | V  | N  | P  | GF | GS | DR  |
|  | ---- | --------------------- | -- | -- | -- | -- | -- | -- | -- | --- |
|  | 1.   | Apollōn Kalamarias    | 48 | 22 | 14 | 6  | 2  | 33 | 12 | +21 |
|  | 2.   | Anagennīsī Karditsa   | 47 | 22 | 14 | 5  | 3  | 42 | 19 | +23 |
|  | 3.   | Kassiopi              | 43 | 22 | 13 | 4  | 5  | 35 | 14 | +21 |
|  | 4.   | Aiginiakos            | 37 | 22 | 9  | 10 | 3  | 34 | 21 | +13 |
|  | 5.   | Tyrnavos              | 35 | 22 | 11 | 2  | 9  | 28 | 26 | +2  |
|  | 6.   | Vataniakos            | 31 | 22 | 9  | 4  | 9  | 27 | 30 | -3  |
|  | 7.   | Zakynthos             | 29 | 22 | 8  | 5  | 9  | 22 | 25 | -3  |
|  | 8.   | Odysseas Kordelio     | 29 | 22 | 9  | 2  | 11 | 35 | 28 | +7  |
|  | 9.   | Ethnikos Sidirokastro | 27 | 22 | 7  | 6  | 9  | 23 | 24 | +1  |
|  | 10.  | Doxa Kranoula         | 18 | 22 | 4  | 6  | 12 | 23 | 35 | -12 |
|  | 11.  | Tīlykratīs            | 15 | 22 | 3  | 6  | 13 | 17 | 37 | -20 |
|  | 12.  | Ikonomos Tsaritsani   | 6  | 22 | 1  | 3  | 18 | 6  | 55 | -49 |

Legenda:

      Ammessi in Football League 2013-2014